# Olivier Delau
Olivier Delau voit le jour sous le nom de Bernard Olivié le 20 décembre 1950 dans un hameau du Lot, au pied de Capdenac-le-Haut. Les études de Lettres que le jeune bachelier fait à Toulouse lui permettent de vivre son homosexualité dans les boîtes et lieux spécialisés de la Ville rose. Sa licence de lettres en poche (1974), le jeune homme devient enseignant, refoulant son désir d’écrire. Son métier de prof de français le conduit à s’installer comme coopérant dans le grand sud algérien où il demeure six années.

## Les débuts de l'écrivain
Ayant quitté l’Éducation nationale (1985) Olivier Delau se consacre à la création littéraire sous le nom de plume qu’il s'est choisi, en référence au signe de l’eau, mais aussi par démarquage vis-à-vis des 3 hommes de plume qui signent déjà leurs travaux littéraires sous le même patronyme que le sien. Avant même la sortie de son premier livre (Clair comme la nuit, novembre 1986, Dominique Bedou éditeur) Olivier Delau est remarqué au Festival de la Nouvelle de Saint-Quentin pour quelques-unes de ses histoires courtes. Jean Vautrin plaide pour qu’il obtienne le Prix de la Ville, qu’il partage avec un autre co-lauréat cette année-là. Et Châteaureynaud le publiera immédiatement dans la revue Roman.

## Publications diverses
Très rapidement à partir de là, s’enchaineront les « short stories » les plus diverses mais dans lesquelles deux thèmes, toutefois, dominent : le fantastique et l’inlassable questionnement de l’auteur sur le lien homosexuel. Publié dans les magazines à grand tirage (Avantages, La Montagne, Bonne Soirée, Triolo, Maxi, Les Écrits de l'image), tout autant que dans les revues littéraires les plus exigeantes (Poivre noir, Nouvelles Nouvelles, Nyx, Le Serpent à plumes, Nouvelle Donne, Missives, etc.). Olivier Delau donne également des contributions répétées, avec ses fictions, à la plupart des magazines gays entre 1985 et 2000 (à Gai-Pied et à Tels Quels...). Certaines sont visibles sur internet. De nombreux prix littéraires distinguent ses récits brefs. Olivier signe, en parallèle, des critiques littéraires dans divers supports. Il  rencontre des élèves dans les classes. En 1997 une bourse d’écriture lui est octroyée par le Centre régional des lettres de Midi Pyrénées.

## Thèmes
Deux recueils se sont ajoutés au  premier : Autres Réalités, dix nouvelles du fantastique et Partants et Revenants. Avec Jacques et Jean et Kevin le devin, qui suivront encore, la narration se fait proche du roman, en témoignant du double attrait de l'écrivain pour les sujets auxquels il revient infailliblement. Un peu plus tard, lorsque Olivier Delau aborde l’écriture de pièces de théâtre, ce sont ces deux veines d'inspiration spécifiques qui nourrissent toujours essentiellement ses pages. L'amour au masculin (Krimo, Un jour mon prince..., La Nouvelle Jackie) et l’étrange. Ajoutons à ce dernier point la croyance qu’entretient l’auteur en  une vie après la mort et dans le pouvoir des esprits à se manifester (l’apparition comme l’a bien vu un critique du Matricule des anges est une donnée importante dans l'inspiration de l'écrivain. Voir en ce sens Sur la terre parfois si jolie diffusé par France Culture en 1996). À noter, cependant, une dernière catégorie de pièces, animées par l'humour ou la dérision : Hauteurs et Éditeurs ou Le Chien savant (mise en ondes, pour celle-ci, par Radio Bleue).

## Aujourd'hui
Ces dernières années, s’éloignant de la nouvelle, Olivier Delau s’est engagé plus étroitement dans des formes moins explorées. Si le poème a toujours été une constante de son œuvre (il a reçu en 2005 le Prix de poésie gaie, décerné annuellement par Geneviève Pastre), il est désormais membre de la SACEM et signe de nombreux textes de chansons. L’écriture de pièces a pris une plus grande place ainsi que celle de romans. Il donne irrégulièrement des critiques littéraires à Brèves.
Olivier Delau a été longtemps l’habitué de festivals de la nouvelle où il rencontrait des écrivains devenus des amis (Christian Congiu, Edith Soonckindt, Christiane Rolland-Hasler, Xavier Bazot) tout autant qu’il était l’invité répété de Salons du livre en Midi-Pyrénées. De la même façon, a-t-il longuement fréquenté les établissements scolaires de sa région pour s’y exprimer sur le fantastique, la nouvelle, ou son métier d’auteur, quand il n’y animait pas des ateliers d’écriture… Mais, peu à peu, il s’est éloigné de ces activités paralittéraires pour se consacrer plus encore à la seule création. À l’heure actuelle, sa dernière intervention publique remonte au Salon du Livre de Paris de 2006 où, invité par la SGDL et Christiane Baroche, il a parlé, en compagnie de Claire Castillon et de Marie-Hélène Lafon, de son dernier ouvrage paru : Lianes.
Les deux derniers livres publiés sont Diables d'homme, récits (Editinter 2003, prix du Val-de-Seine et premier prix du Salon du Livre Internet (2004) et Lianes, recueil de nouvelles (l’Atelier du Gué, 2005, prix Missives).

## Œuvres
- Clair comme la nuit, nouvelles, éditions D. Bedou, 1986
- Sur la terre parfois si jolie..., pièce. Diffusion sur France Culture, mars 1996
- Partants et Revenants, nouvelles, éditions Harriet, 1996
- Jacques et Jean, récit, éditions Les Chats Noirs, 1997
- Cet âge est sans pitié, nouvelle, Editions Derrière la salle de bains, 1997
- Bourse d’écriture délivrée par le C.R.L. de Midi-Pyrénées, novembre 1997
- Autres réalités, nouvelles, éditions La Bastide, 1999
- Le Chien savant, pièce, diffusion sur Radio Bleue (Histoires en liberté), 18 avril 1999
- Kévin le devin, roman jeunesse, éditions du Bastberg, 1999
- Résidence d’auteur à Turin. Invité par le Centre culturel français (4-23 novembre 2002)
- Diables d'homme, nouvelles, éditions Editinter, 2003
- Lianes[6], nouvelles, éditions Atelier du Gué, 2005